# Philippe Goudard
Pour les articles homonymes, voir Goudard.
Philippe Goudard est artiste, médecin et professeur des universités français.

## Biographie
Après avoir été médecin urgentiste, il devient acrobate au cirque à l'Ancienne Alexis Gruss. Il quitte ensuite la troupe et devient artiste indépendant (acrobate et clown) ainsi que co-directeur de la compagnie de « cirque d’art et d’essai » Maripaule B. - Philippe Goudard, conventionnée par le ministère français de la Culture. Après un doctorat en Médecine et physiologie du sport et un diplôme de médecine d’urgence en 1989, ainsi qu’un doctorat en arts du spectacle en 2005, il devient professeur des universités en 2012 à l’Université Paul-Valéry-Montpellier, tout en restant artiste de cirque, comédien, metteur en scène et producteur indépendant. À ce jour, il est auteur, producteur et interprète d’une quarantaine de spectacles de cirque et de plusieurs dizaines de rôles et mises en scène au théâtre depuis ses débuts dans les années 1970.
Directeur adjoint du laboratoire RIRRA21 de l’Université Paul-Valéry-Montpellier depuis 2010, où il dirige le programme Cirque : histoire, imaginaires, pratiques. Il contribue à la recherche scientifique dédiée au cirque à travers de nombreuses publications et conférences.
Il a également été administrateur-délégué aux arts du cirque à la SACD de 2001 à 2006 et de 2012 à 2015.

## Cirque

### Principales mises en scène
Philippe Goudard est auteur, interprète, producteur et metteur en scène d'une soixantaine de spectacles, dont certains représentés à l'étranger,.
- 1975 : Ok ! Boss ! des clowns Motusse et Paillasse[7], Théâtre Clownesque en duo, Centre International de la Sainte Baume
- 1985 : Le Cirque intérieur (version n° 1) de Ramuz et Philippe Goudard, cirque contemporain, Montpellier
- 1989 : Circus 89, cirque contemporain, Centre national des arts du cirque, Châlons-en-Champagne
- 1993 : Empreinte du futur, cirque contemporain, Centre national des arts du cirque
- 1997 : Le Cirque nu, cirque contemporain, Printemps des comédiens, Montpellier
- 2002 : À corps et à cris, cirque contemporain, Printemps des comédiens, Montpellier
- 2002 : Anatomie d’un clown de Marion Aubert, Philippe Goudard et Daniil Harms, solo clownesque, Montpellier
- 2006 : Figures, cirque contemporain, Centre national des arts du cirque
- 2007 : Transversal Vagabond, cirque contemporain, Taiwan National Performing Arts, Taipei, Taiwan
- 2014 : Anatomie d'un clown[8] (nouvelle version de la création de 2002)
- 2015 : Du côté de la vie[9],[10],[11]
- 2018 : Genre de clowns[12],[13], duo de clowns avec Didier Chaix

## Théâtre

### Principaux rôles
- 1986-2005 : Ligue d'improvisation théâtrale à Montpellier et en sélection nationale
- 1992 : Au bord de la vie de Gao Xingjian, mise en scène d'Alain Timár : l'homme
- 1994 : Al margine della vita de Gao Xingjian, mise en scène de l'auteur : l'homme
- 1995 : L'Épouse injustement soupçonnée de Jean Cocteau, mise en scène de Jacques Nichet : le machiniste
- 1997 : Les Très Riches Heures de Jean Rouaud, mise en scène de Joëlle Chambon
- 2006 : La Fuite de Gao Xingjian, mise en scène de Karen Buère : l'homme
- 2006 : Dialoguer, interloquer de Gao Xingjian, mise en scène de l'auteur (reprise en version sous-titrée en italien)
- 2014 : Du côté de la vie de Pascal Lainé, d'après Mikhaïl Boulgakov, mise en scène de Philippe Goudard, seul en scène.

### Principales mises en scène
- 2006 : Dialoguer, interloquer de Gao Xingjian (reprise de la mise en scène de l'auteur pour la Biennale de Venise en version sous-titrée en italien), Venise, Italie
- 2008 : La fuga de Gao Xingjian, Pise, Italie
- 2009 : Ballade nocturne de Gao Xingjian, argument de ballet, Milan, Italie

## Contribution scientifique

### Domaines de recherche et d'enseignement[3]
Cirque : histoire, imaginaires, pratiques
Avec le laboratoire de recherche Rirra21 :
- Le cirque et les autres arts (cinéma et audiovisuel, musique, arts plastiques, théâtre, danse…)
- Les arts du cirque dans le monde (actualité, histoire, arts et rituels voisins)

Spectacle vivant
- Pratiques en spectacle vivant (jeu, mise en scène, production, formations)
- Médecine et arts du spectacle
- Exploration des relations entre arts du spectacle vivant et sciences

### Principales publications[15]
(décembre 2018).
- Arts du cirque, arts du risque, Instabilité et déséquilibre dans et hors la piste (thèse, Études théâtrales,), Montpellier III, 2005 (lire en ligne).
- Anatomie d’un clown, coll. Scénogrammes, série Canevas, Montpellier, L’Entretemps, 2005
- Médecine du cirque, vingt siècles après Galien (avec Denys Barrault), actes du colloque Médecine du cirque, Paris La Villette, 21 novembre 2003, Vic la Gardiole, l’Entretemps, 2004
- Bibliographie européenne des arts du cirque (avec Magali Libong), Bibliographie européenne des arts du cirque et de la rue, Paris, HorsLesMurs, 2010[16]
- Les arts du cirque, Les guides santé au travail (avec Colette Chardon), Paris, Centre Médical de la Bourse, 2010
- Philippe Goudard, Le cirque entre l'élan et la chute : une esthétique du risque, Espace 34, 2010
- Philippe Goudard et François Amy de la Bretèque, Trente ans de cirque en France 1968-1997. Chroniques de Jacques Richard, journaliste, PULM, coll. « Cirque », 2018.
- « Axe clowns », Les arts du cirque, BnF Cnac, 2018[17]